# Dolni Chiflik
Dolni Chiflik (en búlgaro: Долни чифлик) es una ciudad de Bulgaria en la provincia de Varna.

## Geografía
Se encuentra a una altitud de 24 m s. n. m. a 461 km de la capital nacional, Sofía.

## Demografía
Según estimación 2012 contaba con una población de 6 670 habitantes.
|         | 2004  | 2005  | 2006  | 2007  | 2008  | 2009  | 2010  |
| Mujeres | 3 353 | 3 377 | 3 387 | 3 391 | 3 406 | 3 424 | 3 408 |
| Varones | 3 331 | 3 285 | 3 285 | 3 252 | 3 267 | 3 282 | 3 290 |
| Total   | 6 684 | 6 662 | 6 672 | 6 643 | 6 673 | 6 706 | 6698  |